# Joachim Owidzki
Joachim Owidzki (ur. ok. 1754 – zm. 1830) – członek Rady Generalnej Konfederacji Generalnej Królestwa Polskiego w 1812 roku, poseł na Sejm Księstwa Warszawskiego, z powiatu lubelskiego departamentu lubelskiego w 1811 i 1812.
W 1817 roku był marszałkiem sejmikowym powiatu lubelskiego województwa lubelskiego.